# Trago corto

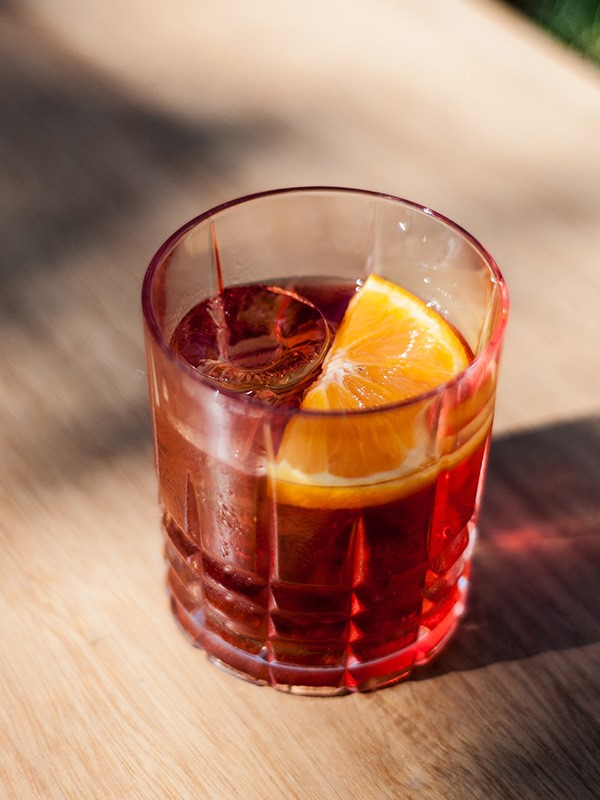
Negroni, un trago corto.

En coctelería, un trago corto es una bebida alcohólica preparada de tamaño pequeño. A diferencia de un trago largo, que tiene mayor cantidad de mixer y se bebe lentamente, el trago corto se bebe relativamente más rápido, o incluso «de un trago». Otra diferencia es que suele tener un sabor más fuerte a alcohol, pues está menos diluido.
El trago corto puede no ser un cóctel necesariamente, puesto que hay algunos que no están mezclados, como por ejemplo los chupitos. Es, más bien, un «formato» pequeño de bebida. Algunos ejemplos son: los aguardientes «en las rocas» (sin mixer, solos con hielo), como el Negroni, también algunos cócteles tipo Sour, como el Pisco Sour, el Daiquirí o el Kamikaze, además de los julepes, los ponches de huevo (como el rompope o el eggnog), los fix (tragos cortos con jugos de frutas) y por supuesto, los chupitos, que pueden ser de algún licor, orujo, pacharán, mezclados, machacados...
Por su tamaño, el trago corto cumple principalmente dos funciones: como aperitivo/digestivo o como veloz embriagador, ya que cuando el alcohol se encuentra menos diluido y su consumo es más rápido, la sangre lo absorbe antes.